# 2002 FIFAワールドカップ日本代表
2002 FIFAワールドカップ日本代表（2002フィファワールドカップにほんだいひょう）は、2002年5月31日から6月30日に日本と大韓民国で開催された2002 FIFAワールドカップの日本代表メンバーである。

## 概説
開催国である日本は、大会規定により予選が免除されて本大会からの出場となった。初出場した4年前のフランス大会で果たせなかったワールドカップ初勝利を達成するとともに、「過去の開催国はすべてグループリーグを突破して決勝トーナメントに進出している」というジンクス に挑むことになった。
監督はフランス人のフィリップ・トルシエが務めた。トルシエはフランス大会直後の1998年9月に就任して以降、1999年の ナイジェリアワールドユース代表・2000年のシドニーオリンピック代表監督を兼任し、若い世代の選手達の育成に尽力した。予選のない4年間に多数の選手をテストし、年齢や実績に関係なく自らの戦術に適うタレントを選抜した。
本大会のメンバーは、シドニー五輪世代で25歳の中田英寿・松田直樹・宮本恒靖らを中心に据え、22歳の小野伸二・稲本潤一・中田浩二ら「黄金世代」とも呼ばれる1979年度生まれが5人を占めており、若手が多く起用された。長く代表から離れていた中山雅史・秋田豊の両ベテランをサプライズ選出する一方、国内有数のゲームメーカーである中村俊輔を選考外にしたことは大きな波紋を呼んだ。エースストライカーとして期待されていた高原直泰は、4月にエコノミークラス症候群（肺血栓塞栓症）を発症し出場を断念している。
23人中フランス大会経験者は8人。ヨーロッパのクラブに所属する選手（海外組）が4人。平均年齢はフランス大会と同じ25.3歳。
基本布陣は3-4-1-2。正GKは楢﨑正剛。トルシエの代名詞「フラット3DF」は左から中田浩二、森岡隆三、松田直樹を並べたが、初戦ベルギー戦で負傷した森岡に代わり、宮本恒靖がDF中央に定着した。WBは右に守備的な明神智和、左に攻撃的な小野伸二。中盤の2ボランチは稲本潤一と戸田和幸。ゲームメーカー中田英寿の前に2トップの柳沢敦と鈴木隆行が位置する。

## 大会経過

### グループリーグ
グループHではヨーロッパの古豪ベルギーとロシア、北アフリカのチュニジアと同組に入った。日本が地元開催のアドバンテージを得ているとはいえ、過去のワールドカップの成績は日本が一番低い（出場1回・0勝3敗）。
6月4日 グループH ベルギー戦（さいたま）
初戦ベルギー戦は、膠着状態の後半12分にマルク・ヴィルモッツにオーバーヘッドシュートを決められ先制される。その2分後、小野が送ったロビングボールに鈴木がDFと競り合いながら追いつき、爪先でゴールに流し込んで同点とした。8分後にも稲本が中盤でのパスカットから持ち上がり、逆転ゴールを決めた。しかし、後半30分にオフサイドトラップ崩れから失点し、2-2の引き分けで終了。日本にとってワールドカップ初の勝ち点1を手にした。
6月9日 グループH ロシア戦（横浜）
第2戦はグループ首位のロシアと対戦。後半5分、左からの低いクロスを柳沢がワンタッチで繋ぎ、稲本が冷静に先制点を決めた。稲本は2試合連続得点でラッキーボーイ的存在となる。守っては初戦の反省からDFラインを下げ、ロシアの攻めを完封して1-0で記念すべきワールドカップ初勝利を手にした。他会場でベルギーとチュニジアが引き分けたため、日本は勝ち点4でグループ首位に立った。
フジテレビが中継した日本対ロシア戦の平均視聴率は66.1%を記録し、国内サッカー中継歴代1位、スポーツ全体でも1964年東京オリンピック女子バレー決勝日本対ソビエト連邦戦の66.8%に次ぐ歴代2位となった。
6月14日 グループH チュニジア戦（大阪）
第3戦チュニジア戦は、引き分けでも2点差以内の負けでもグループ突破という有利な条件で臨んだ。試合は後半開始から森島と市川を投入する積極采配が的中。後半2分に森島がミドルシュートを決めて先制し、後半30分には市川のクロスを中田英寿がダイビングヘッドでゴール。2-0で快勝し、勝ち点7によりグループHを1位で通過した。

### 決勝トーナメント
6月18日 ベスト16 トルコ戦（宮城）
グループH1位の日本はグループC2位のトルコと対戦した。トルシエはグループリーグ3戦で先発してきた柳沢と鈴木の2トップを変更し、ワントップに西澤明訓、やや後方に三都主アレサンドロを配置するフォーメーションを採用した。
前半12分、バックパスの連携ミスからトルコにコーナーキックを与え、ウミト・ダヴァラに強烈なヘディングゴールを決められた。同点に追いつこうとするも新布陣が上手く機能せず、前半41分の三都主のフリーキックがゴールポストに嫌われるなどツキにも見放された。後半開始から三都主に代え鈴木を投入して2トップに戻したが、トルコの守備陣を崩すことが出来ず、0-1のまま試合終了。決勝トーナメント進出というノルマを果たしたものの、不完全燃焼という印象を残して大会を終えた。

## 大会登録メンバー
- 「出場状況」欄の「〇」はフル出場、「」は途中交代アウト、「」は途中交代イン、「」は獲得得点をそれぞれ示す。
- 「所属クラブ」は、開会式が行われた2002年5月31日時点の所属クラブ。

| 背番号 | 選手名             | Pos. | 年齢                   | 所属クラブ             | 出場状況          | 出場状況        | 出場状況             | 出場状況         | 備考     |
| 背番号 | 選手名             | Pos. | 年齢                   | 所属クラブ             | ベルギー戦 6月4日 | ロシア戦 6月9日 | チュニジア戦 6月14日 | トルコ戦 6月18日 | 備考     |
| ------ | ------------------ | ---- | ---------------------- | ---------------------- | ----------------- | --------------- | -------------------- | ---------------- | -------- |
| 1      | 川口能活           | GK   | 1975年8月15日（26歳）  | ポーツマス             |                   |                 |                      |                  |          |
| 2      | 秋田豊             | DF   | 1970年8月6日（31歳）   | 鹿島アントラーズ       |                   |                 |                      |                  |          |
| 3      | 松田直樹           | DF   | 1977年3月14日（25歳）  | 横浜F・マリノス        | 〇                | 〇              | 〇                   | 〇               |          |
| 4      | 森岡隆三           | DF   | 1975年10月7日（26歳）  | 清水エスパルス         | 71分              |                 |                      |                  | 主将     |
| 5      | 稲本潤一           | MF   | 1979年9月18日（22歳）  | アーセナル             | 〇                | 85分            | 46分                 | 46分             |          |
| 6      | 服部年宏           | MF   | 1973年9月23日（28歳）  | ジュビロ磐田           |                   | 75分            |                      |                  |          |
| 7      | 中田英寿           | MF   | 1977年1月22日（25歳）  | パルマ                 | 〇                | 〇              | 84分                 | 〇               |          |
| 8      | 森島寛晃           | MF   | 1972年4月30日（30歳）  | セレッソ大阪           | 68分              |                 | 46分                 | 86分             |          |
| 9      | 西澤明訓           | FW   | 1976年6月18日（25歳）  | セレッソ大阪           |                   |                 |                      | 〇               |          |
| 10     | 中山雅史           | FW   | 1967年9月23日（34歳）  | ジュビロ磐田           |                   | 72分            |                      |                  |          |
| 11     | 鈴木隆行           | FW   | 1976年6月5日（25歳）   | 鹿島アントラーズ       | 68分              | 72分            | 〇                   | 46分             |          |
| 12     | 楢﨑正剛           | GK   | 1976年4月15日（26歳）  | 名古屋グランパスエイト | 〇                | 〇              | 〇                   | 〇               |          |
| 13     | 柳沢敦             | FW   | 1977年5月27日（25歳）  | 鹿島アントラーズ       | 〇                | 〇              | 46分                 |                  |          |
| 14     | 三都主アレサンドロ | MF   | 1977年7月20日（24歳）  | 清水エスパルス         | 64分              |                 |                      | 46分             |          |
| 15     | 福西崇史           | MF   | 1976年9月1日（25歳）   | ジュビロ磐田           |                   | 85分            |                      |                  |          |
| 16     | 中田浩二           | DF   | 1979年7月9日（22歳）   | 鹿島アントラーズ       | 〇                | 〇              | 〇                   | 〇               |          |
| 17     | 宮本恒靖           | DF   | 1977年2月7日（25歳）   | ガンバ大阪             | 71分              | 〇              | 〇                   | 〇               | 主将代行 |
| 18     | 小野伸二           | MF   | 1979年9月27日（22歳）  | フェイエノールト       | 64分              | 75分            | 〇                   | 〇               |          |
| 19     | 小笠原満男         | MF   | 1979年4月5日（23歳）   | 鹿島アントラーズ       |                   |                 | 84分                 |                  |          |
| 20     | 明神智和           | MF   | 1978年1月24日（24歳）  | 柏レイソル             |                   | 〇              | 〇                   | 〇               |          |
| 21     | 戸田和幸           | MF   | 1977年12月30日（24歳） | 清水エスパルス         | 〇                | 〇              | 〇                   | 〇               |          |
| 22     | 市川大祐           | MF   | 1980年5月14日（22歳）  | 清水エスパルス         | 〇                |                 | 46分                 | 46分 86分        |          |
| 23     | 曽ヶ端準           | GK   | 1979年8月2日（22歳）   | 鹿島アントラーズ       |                   |                 |                      |                  |          |

## スタッフ
- フィリップ・トルシエ（監督）
- 山本昌邦（コーチ）
- アジャム・ブジャラリ・モハメッド（コーチ）
- 川俣則幸（GKコーチ）

## 試合結果
グループリーグ・グループH
| 番 | チーム     | 勝点 | 試合 | 勝利 | 引分 | 敗戦 | 得点 | 失点 | 差 |
| -- | ---------- | ---- | ---- | ---- | ---- | ---- | ---- | ---- | -- |
| H1 | 日本       | 7    | 3    | 2    | 1    | 0    | 5    | 2    | +3 |
| H2 | ベルギー   | 5    | 3    | 1    | 2    | 0    | 6    | 5    | +1 |
| H3 | ロシア     | 3    | 3    | 1    | 0    | 2    | 4    | 4    | 0  |
| H4 | チュニジア | 1    | 3    | 0    | 1    | 2    | 1    | 5    | -4 |

日時はすべて日本時間（JST）。
| 2002年6月4日 18:00 |

| 日本                          | 2 - 2    | ベルギー                                        |
| 鈴木隆行 59分 · 稲本潤一 67分 | レポート | ヴィルモッツ 57分 · ファン・デル・ヘイデン 75分 |

| 埼玉スタジアム2002, さいたま 観客数: 55,256人 主審: ウィリアム・マトゥス (コスタリカ) |

| 2002年6月9日 20:30 |

| 日本          | 1 - 0    | ロシア |
| 稲本潤一 51分 | レポート |        |

| 横浜国際総合競技場, 横浜 観客数: 66,108人 主審: マルクス・メルク (ドイツ) |

| 2002年6月14日 15:30 |

| チュニジア | 0 - 2    | 日本                          |
|            | レポート | 森島寛晃 48分 · 中田英寿 75分 |

| 長居スタジアム, 大阪 観客数: 45,213人 主審: ジル・ヴェイシエール (フランス) |

決勝トーナメント 1回戦
| 2002年6月18日 15:30 |

| 日本 | 0 - 1    | トルコ        |
|      | レポート | ダヴァラ 12分 |

| 宮城スタジアム, 宮城 観客数: 45,666人 主審: ピエルルイジ・コッリーナ (イタリア) |